# Hexatoma captiosa
Hexatoma captiosa là một loài ruồi trong họ Limoniidae. Chúng phân bố ở vùng Tân nhiệt đới.